# イェリマネ圏
イェリマネ圏（イェリマネけん、フランス語：Cercle de Yélimané）は、マリ共和国の地方行政区画でカイ州を構成する圏のひとつ。行政の中心地はイェリマネにおかれる。下級単位のコミューンは12団体あり、2009年の統計で人口は178,442人を数える。

## コミューン
イェリマネ圏には以下のコミューンがある。
- ディアフームー・ディオンガガ（fr:Diafoumou Diongaga）
- ディアフームー・ゴリー（fr:Diafoumou Gory）
- ファンガ（fr:Fanga (ville)）
- ゴリー (マリ共和国)（fr:Gory）
- ギディメ（fr:Guidimé）
- キラネ・カニアガ（fr:Kirané Kaniaga）
- コンシガ（fr:Konsiga）
- クレミス（fr:Kremis）
- マレカフォ（fr:Marékhaffo）
- スーンプー（fr:Soumpou）
- トーヤ（fr:Toya (Mali)）
- トランガ（fr:Tringa (Mali)）

## 姉妹都市
- モントルイユ、イェリマネ